# Silnice I/13
Die Silnice I/13 (tschechisch für: „Straße I. Klasse 13“) ist eine tschechische Staatsstraße (Straße I. Klasse).

## Verlauf

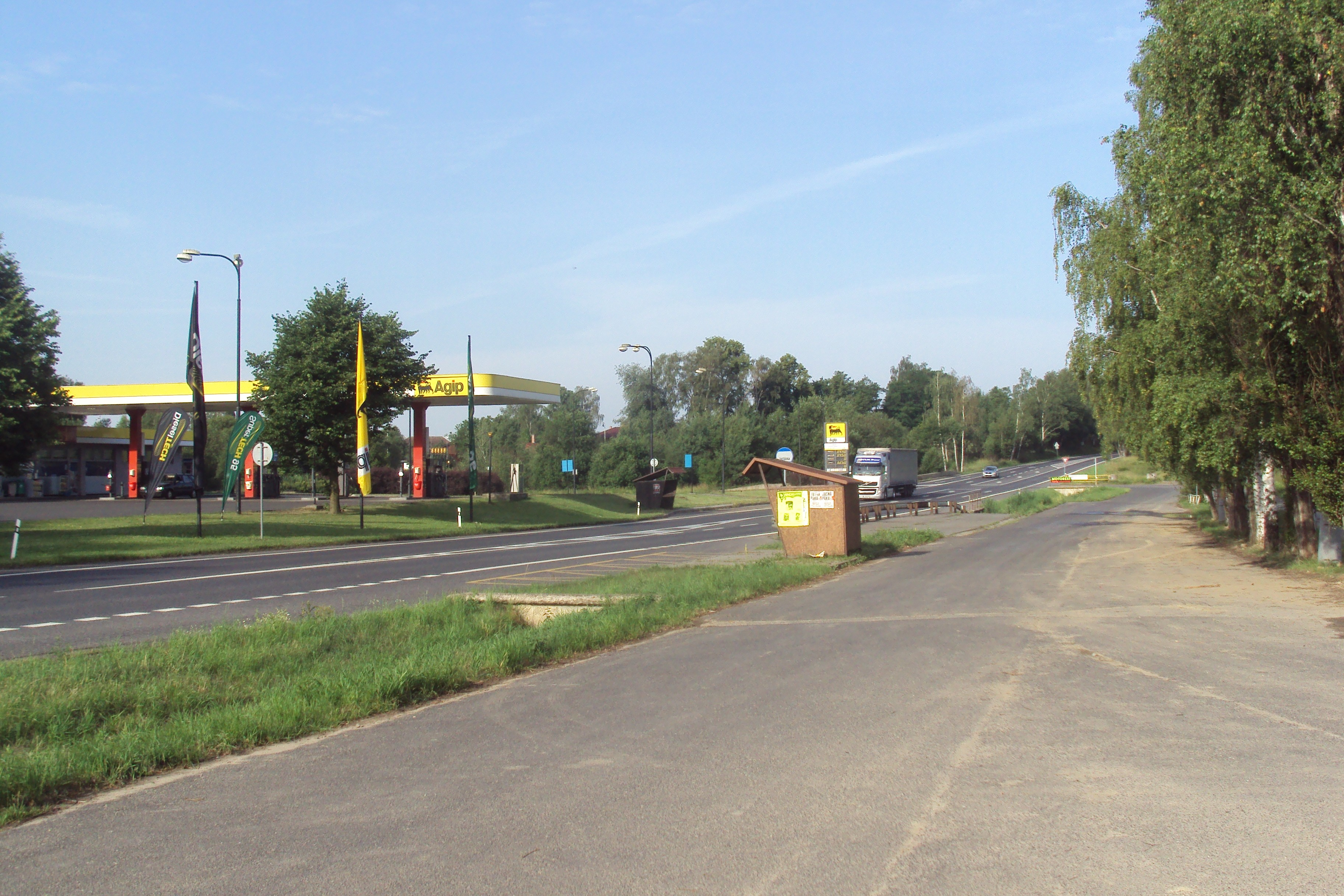
Die Straße in Jablonné v Podještědí (Deutsch Gabel)

Die Straße bildet zugleich bis Bílý Kostel nad Nisou zugleich die Europastraße 442. Sie beginnt in Karlsbad (Karlový Vary) an der Silnice I/6 und führt, vierspurig ausgebaut, an Ostrov nad Ohří (Schlackenwerth) vorbei, wo im Ortsteil Dolní Žďár die Silnice I/25 abzweigt, die über das Erzgebirge nach Sachsen führt, verläuft weiter als zweispurige Straße im Tal der Eger (Ohře) über Klášterec nad Ohří (Klösterle an der Eger) und Chomutov (Komotau), wo die Silnice I/7 kreuzt, und weiter, nunmehr wieder meist vierstreifig, nach Most (Brüx), Bílina (Bilin) und Teplice (Teplitz), wo die Silnice I/8 gekreuzt wird. Von hier aus führt die Straße weiter nach Chabařovice (Karbitz) und über den Abzweig der Silnice I/30 in Chlumec u Chabařovic (Kulm), quert die Autobahn Dálnice 8 bei der Anschlussstelle (exit) 80 und verläuft weiter über Jílové u Děčína (Eulau) nach Děčín (Tetschen), wo sie zusammen mit der Silnice I/62 die Elbe quert. Die Fortsetzung der Straße führt über Česká Kamenice (Böhmisch Kamnitz) und Kamenický Šenov (Steinschönau) nach Nový Bor (Haida), verläuft über fünf Kilometer gemeinsam mit der Silnice I/9 und setzt sich über Cvikov (Zwickau in Böhmen) und Jablonné v Podještědí (Deutsch Gabel) nach Bílý Kostel nad Nisou (Weißkirchen an der Neiße) fort, wo sie mit der Silnice I/35 zusammentrifft und mit dieser, vierspurig ausgebaut, nach Liberec (Reichenberg) verläuft. Hier trennt sie sich wieder von der Silnice I/35 und verlässt Liberec in nördlicher Richtung. Sie verläuft durch Frýdlant v Čechách (Friedland in Böhmen) und endet an der Grenze zu Polen bei Habartice (Ebersdorf). Auf polnischer Seite wird sie von der Droga wojewódzka 355 fortgesetzt, die über Zawidów (Seidenberg) in Richtung Zgorzelec führt.
Die Länge der Straße beträgt rund 218 Kilometer.

## Geschichte
Von 1940 bis 1945 bildete die Straße von Most bis Bílý Kostel nad Nisou einen Teil der Reichsstraße 352.